# Кирил Димитриадис
Кирил (на гръцки: Κύριλλος, Кирилос) е гръцки духовник, митрополит на Вселенската патриаршия.

## Биография
Роден е в 1845 година във Влах Сарай, Цариград, със светските имена Димитриадис (Δημητριάδης) или Панайоту (Παναγιώτου). Носи и прякора Византийски (Βυζάντιος, Византиос), поради мястото си на раждане. В 1860 година роднината му по сватовство митрополит Мелетий Филаделфийски го ръкополага за дякон и той служи като архидякон във Филаделфийската митрополия. В 1864 година напуска Филаделфия и е приет в богословската школа на Халки, която завършва в 1867 година. След завършването си служи две години в Амисос като архиерейски наместник в Амасийската епархия.
На 15 февруари 1870 година е ръкоположен за титулярен мирски епископ, викарен епископ на Смирненската митрополия, оглавена от митрополит Мелетий. Ръкополагането е извършено от Мелетий Смирненски в съслужение с епископите Кирил Мосхонисийски и Дионисий Еритрейски.
В 1873 година е назначен за викарен епископ на Варненската митрополия и заменя митрополит Йоаким Варненски, който е в Цариград като член на Светия синод. На 22 март 1875 година е избран за варненски митрополит. Като такъв по право е делегат в българското Учредително събрание в 1879 година.
Кирил заема костурската катедра на 27 ноември 1882 година срещу митрополитите Александър Преспански и Йероним Маронийски, като замества уволнения поради неспособност митрополит Константий. По думите на българския учител в Костурско Търпо Поповски:
| „ | Кирил е родом от Малоазиатските бурсенски села със средно богословско образование. По характер е много буен и решителен, но и надменен. Това Кирилово назначение за Костур немалко подейства на гърците, за да задържат още няколко години положението на епархията и да експлоатират българския народ. | “ |

Поповски организира подаването на махзар, подкрепен със 74 селски печата, с който се иска на основание на Берлинския договор да се позволи на Екзархията да назначи митрополит в Костур, тъй като в епархията българското население надминава две трети. Махзарът е подаден до битолския и корчанския каймаками, до Екзархията и до Топханенската комисия. Новият владика обаче Кирилос успява с подкупи да разубеди кметовете на селата да се откажат, като заявят, че са излъгани от Поповски. Българският учител в Костурско Златко Каратанасов пише за Кирил:
| „ | В това време беше митрополит в Костур Кирилос - най-деятелния гръцки владика... Сарп човек беше той, думата му дупка пробиваше... | “ |

На 15 октомври 1888 година Кирил е преместен в Лемноската и Агиоевстратийска епархия, заради съучастие в разкрития комитет на Анастасиос Пихеон. Другите кандидати за катедрата са митрополит Амвросий Иконийски и епископ Фотий Иринуполски. На 3 януари 1890 година единодушно е избран за митрополит на Одринската епархия, на мястото на митрополит Матей срещу митрополитите Герман Драмски и Никифор Митимнийски. Остава в Одрин до 1908 година, когато подава оставка.
Оттегля се на Халки, където умира през юни 1921 година.

## Бележи
1. 1 2 3 4 5 6 7 8 9 10  Ο Σεβασμιώτατος Μητροπολίτης πρώην Αδριανουπόλεως κυρός Κύριλλος. (1845-1921) //   Προσωπική ιστοσελίδα του Μάρκου Μάρκου. Посетен на 8 юни 2020 г. (на гръцки)
2. ↑  Γεωργιάδου, Αικατερίνη Νικολάου. Μητροπολίτες Καστοριάς (1836 - 1958). Με βάση τα υπομνήματα εκλογές τους.   Θεσσαλονίκη, Αριστοτέλειο Πανεπιστήμιο Θεσσαλονίκης Θεολογική Σχολή, Τμήμα Ποιμαντικής και Κοινωνικής Θεολογίας, 2009. σ. 62. Посетен на 22 септември 2014.
3. ↑  Γερμανός, μιτρ. Σάρδεων. Επισκοπικοί κατάλογοι των επαρχιών της βορείου Θράκης και εν γένει της Βουλγαρίας από της Αλώσεως και εξής. – Θρακικά, 8, 1937, σ. 129-130.
4. ↑  Адвокатски преглед[неработеща препратка], 4, 2009, стр. 23-29.
5. ↑  Поповски, Търпо. Македонски дневник: Спомени на отец Търпо Поповски.   София, Фама, 2006. ISBN 954-597-245-9. с. 42.
6. ↑  Каратанасовъ, Златко. Черковно-училищната борба (1868 – 1903 г.).   София, Материяли изъ миналото на Костурско № 1, Издава Костурското благотворително братство - София, Печатница „Художникъ“, 1935. с. 17.
7. ↑  Поповски, Търпо. Македонски дневник. Спомени на отец Търпо Поповски, Издателство Фама, София, 2006, стр. 64.
8. ↑  Kiminas, Demetrius. The Ecumenical Patriarchate: A History of Its Metropolitanates with Annotated Hierarch Catalogs.   Wildside Press LLC, 31 март 2009. ISBN 978-1434458766. с. 53. Посетен на 12 август 2014.